# Jean-Marie Chevrier
Pour les articles homonymes, voir Chevrier.
Jean-Marie Chevrier est un écrivain français, publié aux éditions Albin Michel.

## Biographie
Originaire de la Creuse, Jean-Marie Chevrier est un écrivain, poète, scénariste et médecin français, auteur de plusieurs romans publiés aux éditions Albin Michel. En 2009, il reçut le prix Littré pour son roman Un jour viendra où vous n’aimerez plus qu’elle. En 2014, son livre Madame reçoit le prix littéraire Terre de France. Jean-Marie Chevrier est également membre du Comité de rédaction de la revue semestrielle Siècle 21, et cofondateur des Rencontres de Chaminadour, à Guéret, dans la Creuse.

## Publications
- Zizim ou L’Épopée tragique et dérisoire d'un prince ottoman, Paris, Albin Michel, 1993, 296 p.  (ISBN 2-226-06410-9)
- Une saison de pierre, Paris, Albin Michel, 1995, 168 p.  (ISBN 2-226-07800-2)
- La Seconde Vie, Paris, Albin Michel, 1999, 263 p.  (ISBN 2-226-11378-9)
- Le Navire aux chimères, Paris, Albin Michel, 2004, 2003 p.  (ISBN 2-226-14968-6)
- Bois flottants à la dérive, avec Jean Estaque, Saint-Léonard-de-Noblat, France, Éditions du Moulin du Got, 2005, 63 p.  (ISBN 2-84989-014-6)
- Les Grandes Affaires criminelles de la Creuse, Sayat, France, Éditions De Borée, 2006, 349 p.  (ISBN 2-84494-445-0)[1]
- Un jour viendra où vous n’aimerez plus qu’elle, Paris, Albin Michel, 2007, 246 p.  (ISBN 978-2-226-17959-3)[2]

- prix des Lecteurs Impact Médecine 2007
- prix de l'Armitière 2007
- prix Littré 2009
- Départementale 15, Paris, Albin Michel, 2009, 174 p.  (ISBN 978-2-226-19081-9)
- Une lointaine Arcadie, Paris, Albin Michel, 2011, 217 p.  (ISBN 978-2-226-21526-0)[4],[5]
- Madame, Paris, Albin Michel, 2014, 208 p.  (ISBN 978-2-226-25826-7)
- Le Dernier des Baptiste, Paris, Albin Michel, 2016, 256 p.  (ISBN 978-2-226-32574-7)
- La Compagnie d’Ulysse, Paris, Albin Michel, 2017, 320 p.  (ISBN 978-2-226-31827-5)